# 北海道ベースボールリーグ
北海道ベースボールリーグ（ほっかいどうベースボールリーグ、英語: Hokkaido Baseball League）は、北海道を活動地域とする日本のプロ野球独立リーグ。略称はHBL。2020年から公式戦を開催している。

## 沿革

### リーグ設立まで
発起人の出合祐太は青年海外協力隊隊員として西アフリカ・ブルキナファソに赴任し、現地の子供に野球を教えていた。当時の教え子の一人のサンホ・ラシィナが、高知ファイティングドッグスに入団している。
出合は2016年10月3日、「夢を持った若者たちへチャンスを与えられる場をつくりたい」と、一般社団法人として「北海道ベースボールアカデミー」を設立。関西中心の独立リーグ、ベースボール・ファースト・リーグ（現・関西独立リーグ）とパートナーシップを結び、発展を目指すとされた。

### リーグ設立
2019年4月25日にアカデミーの出合が会見を行い、道内初の独立リーグ「北海道ベースボールリーグ」の設立を発表した。2020年の初年度は出合の地元富良野市と美唄市の2球団で70試合程度を予定し、2025年に4地域6球団、2030年に6地域8球団まで増やすことを目標とした。
8月3日に月形町野球場にて入団テストが実施された。
10月1日、富良野市を本拠とする球団が設立され、代表には元北海道ベースボールアカデミー選手で富良野在住の佐野公祇（当時24歳）が就任。さらに10月7日、名称が「レラハンクス富良野BC」（「レラ」「ハンク」はそれぞれアイヌ語の「風」「へそ」）に決定したことをTwitterにて発表した。11月13日には、美唄市を本拠とする球団の名称が「美唄ブラックダイヤモンズ」となることも発表された。

### 2020年
当初は2020年5月2日にリーグ開幕戦が開催される予定だった。2020年3月25日に2020年シーズンの日程が発表された。ただし、新型コロナウイルスの影響により、開幕を延期する可能性があることが注記されていた。4月17日になって、開幕を5月11日以降に延期すると発表した。
5月18日、今シーズンの公式戦を5月30日に開始することを発表した。試合開催に際しては、観客のマスク着用、球場入口での検温や消毒液設置、座席は間隔を1席以上離す、飲食ブース非設置といった新型コロナウイルス感染対策を取るとしている。開幕日とその翌日は、球場が使用制限中であるため、無観客試合となる。その後無観客試合の期限は延長され、6月13日から有観客試合が開始となった。
5月30日、美唄市営球場で初の公式戦となる美唄対富良野戦が無観客で開催され、富良野が9対4で初勝利を飾った。
6月15日、北海道ベースボールリーグの公式フェイスブックおよびツイッター上で、「本人たちの申し出」を理由に、富良野球団所属選手7名の退団（自由契約）を発表。後の報道では「意見の対立」が原因とされている。
2020年8月7日、リーグの特別講師を務める江尻慎太郎がこの日のみ富良野と契約した現役選手として登録され、出場した。8月8日からは初対外試合として関西独立リーグ（2代目）所属の兵庫ブルーサンダーズを招聘しての「2020独立リーグ交流戦」を開催。8日はHBL選抜、9日は美唄球団単独での対戦だった。なお独立リーグ交流戦と銘打たれているが、主催はリーグではなく美唄球団であり（一社）北海道ベースボールリーグおよび富良野球団は「協力」としてクレジットされている。
レギュラーシーズンは9月18日までの予定だったが、同日の試合が雨天中止となり、9月17日で終了した。成績は美唄が37勝21敗3分で上位となった。
9月26日、美唄が「HBLチャンピオンシップ」を3戦全勝で制し、リーグの初代優勝チームとなった。
12月26日、富良野球団が球団組織を改編のうえ、合同会社を設立し球団名も「富良野ブルーリッジ」となることが報じられる。新代表となる篠田信子はブログで「役員一同…もう逃げられません（爆笑）」と決意を語っている。

### 2021年
このシーズンから士別サムライブレイズと石狩レッドフェニックスの2チームがリーグ戦に参加する。
5月1日、全54試合の開催予定で2021年シーズンが開幕。開幕から2週間が経過した5月14日、北海道が新型コロナウイルス感染症のまん延防止等重点措置の対象になったことを受け、5月末までリーグ戦を休止すると発表した。6月1日にリーグ戦の再開を発表したが、球団に所在する地域の事情に応じてまん延防止等重点措置期間中のホームゲームは士別のみが有観客、美唄は無観客、石狩と富良野はまん延防止等重点措置の終了後に開催予定と、対応が分かれる形となる。
「2021独立リーグ交流戦」として、6月12日・13日に美唄対火の国サラマンダーズ（九州アジアリーグ）戦を予定していたが、新型コロナウイルス感染症緊急事態宣言の影響で中止となったものの、8月15日には美唄対茨城アストロプラネッツ・栃木ゴールデンブレーブス（ともにベースボール・チャレンジ・リーグ）の連合チームとの対戦が1試合開催された。なお名称は「独立リーグ交流戦」であるが、主催はリーグではなく美唄球団であり、2020年とは異なりHBL選抜の編成もなく美唄球団単独チームでの試合のみであった。
8月24日、リーグ公式ツイッター で「人的理由で振替試合が難しい」ことを理由に富良野対石狩、富良野対美唄の各2試合、計4試合を富良野の不戦敗扱いとすること、美唄対石狩1試合の振替開催が発表される。これにより、当初予定54試合から45試合への縮減が明らかになる。
8月27日、新型コロナウイルス感染症緊急事態宣言が北海道に発令されたことに伴い、同日から9月12日までの試合を無観客とすることが発表されたが 、そのわずか2日後の8月29日になって一転、中止試合の代替会場や施設の確保が困難であるとして、同日をもって2021年シーズンの公式戦を打ち切り、その時点の成績で公式戦順位を決定することを発表した（1位石狩、2位美唄、3位士別、4位富良野）。打ち切り時の消化試合数は美唄36（不戦勝2を含む）・石狩37（不戦勝2を含む）・富良野38（不戦敗4を含む）・士別39試合となった。
9月11日、新型コロナウイルス感染症緊急事態宣言の延長を受け、クライマックスシリーズ（2勝制、リーグ戦上位チームに1勝のアドバンテージ）・チャンピオンシップ（3戦2勝制）を、日程変更の上9月15日から無観客試合として開催することが発表される。9月15日のクライマックスシリーズはリーグ戦上位の石狩・美唄がそれぞれ制し、17日からのチャンピオンシップへと臨んだ。
9月18日、石狩が「HBLチャンピオンシップ」を2連勝で制し、リーグの2代優勝チームとなった。
9月29日、2022年から参加予定の砂川市の新球団の名称が「すながわリバーズ」と発表される。
9月30日、初のオールスター戦となる「北海道ベースボールリーグ オールスター感謝祭2021」が、札幌ドームを会場に行われた。オンラインによるファン投票で選ばれた43選手が「NORTH」「EARTH」の2チームに分かれて戦い、EARTHチームが4-1で勝利。MVPには美唄ブラックダイヤモンズの村瀬翼、優秀選手として石狩レッドフェニックスの小林健吾（共にEARTHチーム）が選出された。なお、企画の一環として選出外選手によるエキシビジョンマッチのほか、抽選会やオークション等のファン感謝イベントも開催されている。
10月6日、美唄・石狩・士別の3球団が9月30日でリーグを離脱していたことを発表（詳細後述）。あわせ、滝川市を本拠地とする球団の新規参入が発表される。
10月11日、滝川球団の代表として元レラハンクス富良野BC投手で2020シーズンをもって現役引退した高谷秀虎が就任したことが発表される。
10月16日の「新生北海道ベースボールリーグ概要」と題した記者発表で、篠田信子が（一社）北海道ベースボールリーグの代表理事に新たに就任（富良野球団代表を兼務）、前代表の出合は事務局長としての処遇となることを発表した。
11月1日、滝川市を本拠とする新球団の名称が「滝川プレインウィンズ」に決定したと発表される。

### 2022年
1月19日、「滝川プレインウィンズ」が本拠地を滝川市から奈井江町へ変更し、あわせ球団名も1月末までに変更することが報じられる。理由として、滝川市内で球場をはじめ条件に合致した練習場所や選手寮の確保に難航し、その後、選手寮は先隣の自治体であり20km弱の距離にある奈井江町内で確保し滝川へ出向いての活動を計画したものの、最後まで滝川市内の球場確保が出来なかったことにより、滝川を本拠地とすることを断念したとした。なお、奈井江町には硬式野球場が存在せず、試合は浦臼町・新十津川町での開催を計画するとした。2022年の当初日程では新十津川町での開催予定はなかったが、変更により追加された。あわせ、監督兼選手として元日本ハムファイターズ投手のカルロス・ミラバルが就任する見通しであることも報じられた。滝川球団側も同日、Twitterにおいてホームタウンの変更とそれに伴うチーム名・ロゴの再作成に入ったことを告知した。なお、ミラバルは着任することなく、8月29日に米フロンティアリーグのトロワリヴィエール・エーグルスの投手コーチに就任したことを自身のツイッターで発表した。
1月31日、（旧）滝川球団が「奈井江・空知ストレーツ」へ改称したことを発表。あわせ、新ロゴも公表された。
3月27日、「HBL審判部」を設置したことを発表。
4月16日、富良野球団の監督として、元ウガンダ共和国野球代表監督の田中勝久の就任が発表される。
4月21日、砂川球団の監督として、元航空自衛隊千歳基地硬式野球部の佐藤明義の就任が発表される。
5月14日、2022年シーズンが開幕。
7月3日、富良野ブルーリッジが出合のブルキナファソ赴任時代の最初の教え子の一人である元同国代表のアミール・カファンドとの契約合意を発表。
8月6日、富良野の複数の選手から新型コロナウイルス感染症の陽性判定が出たため、翌日の奈井江・空知対富良野戦が中止となる。
8月22日、奈井江・空知の選手から複数の新型コロナウイルス感染症の陽性判定が出たため、8月26日の奈井江・空知対富良野戦と28日の富良野対奈井江・空知戦が中止となる。
9月4日、すながわのシーズン優勝が決定。
9月21日、旭川市を拠点とする新球団「旭川ビースターズ」（旭川 Beː Stars）の加盟を承認し、2023年からリーグ戦に参加することを発表した（加盟承認は20日）。この発表のプレスリリースでは、出合祐太がリーグ代表に復帰していることが示された。リーグウェブサイトでは8月18日の時点では篠田が代表理事であったが、発表直後の9月22日の時点では出合が代表理事となり、篠田は理事に変更されていた。
9月23日、この日予定されていたシーズン最終戦2試合が雨天中止となり、振替を実施しないため、2022年シーズン公式戦が終了となる。
10月14日、2022年シーズン個人タイトル受賞者とベストナイン・MVPを発表。
11月5日、2023年シーズンに向けた第1回リーグ合同トライアウトを三笠市で開催。2021年11月6日に行われた前年度第1回トライアウトでは3球団合計で31名の合格者、2022年2月4日に開催された第2回トライアウトでも6名の合格者を輩出した一方、今回は4球団への拡張後にもかかわらず参加者ベースで10名に留まった。以後、リーグの選手募集は各球団の裁量に委ねられる形となり、リーグが主催する会場形式のトライアウトが開催されることはなかった。なお、合格者についてもリーグからの発表はなく、各球団個別の発表となった。

### 2023年
2月16日、2023年シーズンに向けた最終のリーグ合同トライアウトとして、会場形式ではなくデジタルトライアウトの開催を発表。その後、リーグによる合格者等の発表は11月トライアウト同様行われなかった。
3月31日、奈井江・空知が経営の困難と選手確保が不十分であることを理由に昨シーズンでリーグを脱退・解散することを発表した。なお選手募集に関しては、前述の通りリーグ合同トライアウトへの参加者がごく少数に留まったことに加え、奈井江・空知は1月8日・3月1日の2回に渡り球団独自でのデジタルトライアウトによる選手募集を企図したものの、Twitterでの「リツイート」等によるリーグからの選手募集に関する周知協力は一切行われなかった。
4月20日、この日までに砂川市を中心とする中空知地域を配布エリアに41,500部発行されているフリーペーパー「SORA」2023年5月号（発行会社：株式会社中広）にて、すながわリバーズのホーム開幕戦が5月27日・28日の両日であることが掲載される。5月6日に、2023年シーズンの日程が発表された。
5月11日公開の北海道新聞電子版のHBL開幕と旭川ビースターズを紹介する記事で、レギュラーシーズン終了後にNPB・読売ジャイアンツ3軍とのオープン戦を予定していることが報道される。
5月13日、2023年シーズンが開幕。
6月29日、前日付でリーグ代表理事が出合祐太から瀧元誠樹に交代したことを発表した。
8月19日、予定されていた2試合（旭川対すながわ、旭川対富良野）につき、旭川の選手複数名の新型コロナウイルス感染症罹患が確認されたため中止となった。
9月18日、この日の試合結果によりすながわの2年連続2度目の優勝が決定した。この日をもってシーズン全日程を終了。
この日、審判部部長の栗山智行がHBL史上初の全試合フルイニング出場を達成した。
9月23日、5月に報じられていた巨人3軍との交流戦が、神奈川県川崎市多摩区の読売ジャイアンツ球場で、すながわ・旭川の混成チームとの対戦という形で実施された（0-14で敗戦）。富良野はこれに先立つ9月21日に今シーズンのチームの解団式をおこなっており、参加しなかった。この試合について、巨人3軍およびすながわは「北海道ベースボールリーグ選抜」と表記し、旭川は「旭川ビースターズ、すながわリバーズ合同チーム」と表記している。その理由として旭川は「今回の試合はHBLとは別に、旭川、砂川が独自に実施した試合となります。試合申し込みの関係上HBL選抜としてご提出させていただいております」と説明しており、結果、リーグが関与しない連合チームが「HBL選抜」を名乗り対外試合をおこなったことになる。
11月9日、すながわが今年度限りでリーグを脱退することが発表される。リーグ代表理事の滝元誠樹は北海道新聞の取材に対して、「来季は2球団で進める予定」と述べた。リーグは11月22日に公式Facebookに掲載した文章で、同年シーズンの広報体制の不備を陳謝するとともに、2024年は富良野と旭川の2球団で始動すると記載した。

### 2024年
5月11日、2024年シーズンが開幕。
9月12日に富良野が旭川に勝利して、リーグ創設以来初優勝を達成した。

### 2025年
1月15日、同日19日に予定していたリーグトライアウトへの応募者がなかったとして中止することを発表し、受験検討者は各球団トライアウトへの受験を案内した。
5月10日、2025年シーズンが開幕。

## リーグ構成球団

### 現在の加盟球団
| チーム名                            | 参加年度 | 本拠地                  | 備考                             |
| ----------------------------------- | -------- | ----------------------- | -------------------------------- |
| 富良野ブルーリッジ Furano Blueridge | 2020 -   | 上川総合振興局 富良野市 | 2020年は「レラハンクス富良野BC」 |
| 旭川ビースターズ Asahikawa Be Stars | 2023 -   | 上川総合振興局 旭川市   |                                  |

### 過去の加盟球団
| チーム名                                      | 参加年度 | 脱退年度 | 本拠地                  | 備考                                   |
| --------------------------------------------- | -------- | -------- | ----------------------- | -------------------------------------- |
| 美唄ブラックダイヤモンズ Bibai Black Diamonds | 2020     | 2021     | 空知総合振興局 美唄市   | 北海道フロンティアリーグ結成に伴う脱退 |
| 石狩レッドフェニックス Ishikari Red Phoenix   | 2021     | 2021     | 石狩振興局 石狩市       | 北海道フロンティアリーグ結成に伴う脱退 |
| 士別サムライブレイズ Shibetsu Samurai Blades  | 2021     | 2021     | 上川総合振興局 士別市   | 北海道フロンティアリーグ結成に伴う脱退 |
| 奈井江・空知ストレーツ Naie Sorachi Straights | 2022     | 2022     | 空知総合振興局 奈井江町 | 2022年開幕前は「滝川プレインウィンズ」 |
| すながわリバーズ Sunagawa Riverz              | 2022     | 2023     | 空知総合振興局 砂川市   |                                        |

## 開催形式

### 2020年
2020年の当初日程では8月中旬まで69試合のリーグ戦を実施したのち、4試合の「HBLチャンピオンシップ」を開催する予定となっていた。5月と6月は毎週4試合を実施し、7月と8月については3試合や5試合の週もあった。リーグ戦開始前の発表では、試合開始時刻は平日が15:30、週末は13:00となっており、ナイトゲームは実施しない形だった。開幕後、8月26日以降は日没サスペンデッドゲームを防ぐため、平日開催試合はすべて15:00開始となった。また、2020年9月11日の試合は、開催球場の変更（美唄市営野球場から富良野市民球場）に伴って開始時間が16:00となり、試合途中からは照明が入って（延長11回まで実施）、結果的にリーグ初（初年度では唯一）のナイトゲームとなった。
試合時間は3時間まで、3時間を超えた次のイニングには入らないことがリーグアグリーメントで決められている。
前記の新型コロナウイルスによる開幕日変更後の日程では、リーグ戦は9月18日までで（前記の通り実際には9月17日で終了）、その後に5試合のチャンピオンシップを実施する形となった。2020年シーズンは公式戦は61試合を実施した。9月21日から26日まで「HBLチャンピオンシップ」が開催された。
使用球場は、2020年3月25日の日程発表時点では富良野が富良野市民球場と芦別市民球場、美唄が美唄市営野球場と砂川市営野球場だった。この段階で公式戦は富良野ホームが22試合（富良野市民球場12・芦別市民球場10）、美唄ホームが47試合（美唄市営野球場34・砂川市営野球場13）と当初から不均等で、曜日ごとにある程度球場が決められており、チャンピオンシップ5試合は1試合が富良野市民球場、残りを美唄市営野球場で開催する形だった。その後、開幕延期後の5月28日に再度発表された日程では富良野は芦別市民球場と石狩市青葉公園野球場（1試合）での開催となり、公式戦（68試合）の試合数は美唄ホーム59試合に対し富良野ホームは9試合とさらに大きく偏る形となった（チャンピオンシップも美唄のみ）。富良野が芦別市民球場をメインとしたことに関しては、2020年6月の富良野市議会定例会において議員の質問に対し、富良野市民球場の使用料を払えないことが理由であったと市長から答弁されている。また8月7日の試合（富良野ホーム）は翌年加入する石狩市での「プレシーズンマッチ」として石狩市青葉公園野球場で有料観客試合として開催された（前記の江尻慎太郎が登板した試合である）。美唄ホームの試合は美唄市営野球場55試合・砂川市営野球場4試合となった。その後の日程変更により、最終的に富良野市民球場では2試合が開催され、球団別の試合数は美唄ホーム51試合（美唄市営野球場47・砂川市営野球場4）富良野ホーム10試合（芦別市民球場7・富良野市民球場2・石狩市青葉公園野球場1）だった。
2020年9月の報道では、美唄の主催試合には平日で10 - 20人、週末には50 - 70人が来場している。
公式戦は基本的に無料で、交流戦など3試合だけが有料で、代表の出合は2020年9月の報道で「有料にするレベルに達しているかどうか……」と述べていた。

### 2021年
2021年3月22日に発表された2021年度の日程では、5月1日から9月11日までの間に、各チーム54試合の公式戦を開催した後に、「クライマックスシリーズ」3試合とHBLチャンピオンシップ4試合が設定された。クライマックスシリーズについては、後日の報道で、レギュラーシーズン1位と4位・2位と3位がそれぞれ対戦し、先に2勝した2チームがチャンピオンシップで優勝を争うとされた。その後8月24日になって「クライマックスシリーズ」3試合は上位チーム（1位と2位）に1勝のアドバンテージを付与した上で（よって、下位チーム（3位と4位）は1敗した時点で敗退となる）リーグ戦順位の1位と4位、2位と3位が対戦、「チャンピオンシップ」は3試合を開催し（予備日1日）、2勝したチームがチャンピオンとなる旨の詳細が発表されている。ホーム・ビジターの試合数はほぼ均等であるもののチームによって若干異なり、美唄28・士別28・石狩27・富良野25試合の開催となっていた。新規参入球団の開催球場は、士別が全試合を士別市ふどう野球場で実施し、石狩は主催28試合中24試合を石狩市青葉公園野球場で開催するほか、留萌市の浜中運動公園野球場で3試合を予定した。実際には留萌での試合は新型コロナウイルス感染症拡大に伴う活動中断により、実施されなかった。美唄は全試合を美唄市営野球場で開催（前年実施の砂川は開催なし）、富良野は当年度は主催25試合中富良野市民球場が17試合で最多となり、前年本拠地だった芦別市民球場（6試合）のほか、南富良野町や占冠村の野球場でも各1試合が組まれた。南富良野・占冠とも実際に開催されている。富良野市民球場では当初日程としては初めてナイトゲーム4試合が計画され、「富良野ブルーナイト」と銘打たれて実際に開催された。実際の各球団の開催試合数（不戦勝敗除外）は美唄が21試合（全試合美唄）、富良野が13試合（富良野市民9・芦別2・南富良野と占冠が各1）、士別が22試合（全試合士別）、石狩が14試合（全試合石狩）だった。
入場料は士別球団が内野席有料（1,000円）・外野席無料、石狩球団が石狩市青葉公園野球場での開催のみ土日祝有料（1,000円）・平日無料（留萌市浜中運動公園野球場での試合は曜日を問わず無料）、富良野球団は全試合有料（500円）、美唄球団は全試合無料（交流戦を除く）と各球団毎の設定となった。

### 2022年
2022年シーズンの開催形式については記者会見を行った上で、1会場に3球団が集まる「セントラル方式」を採用し、5月中旬から9月上旬の土日祝に各球団30試合の公式戦を実施、交流戦を含め計40試合の開催を目指す旨を発表した。試合数の大幅削減と開催方式変更の理由としては「就労と試合との両立」「関係者を含め1会場に集まることでの効率化」等を挙げている。しかし、4月15日に発表された公式戦日程では、公式戦が各球団40試合に増加した一方で、他リーグ等との交流戦については発表されなかった。また、「セントラル方式」での開催は全60試合のうち半数以下の24試合（48試合日のうち12試合日）にとどまり、平日の金曜日にも4試合を開催するなど、記者会見の内容とは大幅に乖離したものとなった。ダブルヘッダーは土曜日を中心に12日・24試合であるが、そのうち前後の日（日曜がダブルヘッダーの場合は前日）も同じ球場で試合を実施するケースは9日である。4月15日の発表段階では各カードのホーム・ビジター別試合数は、リーグ発足以来初めて各球団均等（15試合ずつ）となっていたが、4月21日にホームの変更があり、富良野と奈井江の対戦に限っては不均等（ホームは奈井江が11、富良野が9）となった。このシーズンから、ポストシーズンゲームによる優勝決定を取りやめている。
開催球場は奈井江は浦臼町ふるさと運動公園野球場、すながわは砂川市営野球場がメインとなっている。その他の球場では、深川市民球場は3球団すべてがホームゲームに使用し（奈井江2・すながわと富良野が各1）、奈井江のメインである浦臼ではすながわが1試合、また過去は富良野がホーム使用した芦別では奈井江が7試合・富良野が2試合を実施する。
当初日程では唯一のナイター開催となっていた滝川市営球場は、砂川が4試合を開催する。富良野については富良野市営球場をメインに、既述の芦別・深川のほか、南富良野でも3試合があるが、前年開催のあった占冠では予定がない。また、滝川から奈井江への体制変更発表時に言及のあった新十津川町の球場での開催も予定されていなかったが、開幕後の6月になって浦臼で予定されていた1試合が新十津川町ピンネスタジアム（ナイター）に変更されることが発表され、実際に開催された。また、7月2日に深川で開催される予定の1試合が、富良野ホームから砂川ホームへと変更になったことが各球団のSNSで発表された一方で、7月5日開催（6月11日中止試合の振替）の芦別での1試合を砂川ホームから富良野ホームへと変更になったことが発表され、結果、富良野とすながわの対戦について均等は維持されている。

### 2023年
5月6日に発表された日程では、5月13日から9月18日までの間に各チーム36試合ずつを実施する。前年実施された「セントラル方式」は採用されず、おおむね週末と平日（主に水曜日）に1日1カードを実施する形である。開幕前の発表ではホームとビジターの配分はチームごとに異なり、富良野が18試合ずつ、旭川がホーム19・ビジター17、すながわがホーム17・ビジター19であった。土日祝日は13時開始、平日は15時開始に統一され、ナイターは設定されていなかった。当年度も旭川とすながわに、本来他チームホームとなる球場をホーム使用する試合が各1試合（旭川は砂川市営、すながわは芦別市民）あった。その後、旭川ホームとなっていた砂川市営球場の1試合がすながわホームに変更され、全チーム・全カードがホーム・ビジター各18試合で揃うことになった。7月27日に、8月5日の旭川主催試合が、球場変更の上で開始時刻が18時となり、シーズン初のナイターとして設定された。しかしその試合は雨天で中止となった。

### 2024年
4月8日に発表された日程では、5月11日から9月15日までの間に各チームホーム・ビジター各20試合の40試合ずつを実施する。前年同様週末を中心として、一部平日（木曜日）に試合が組まれている。8月に富良野で2試合のナイターを実施する。これらは日程の変更による球場の振替はあったものの、試合数やナイター開催は予定通り実施された。

### 2025年
4月1日に発表された日程では、5月10日から9月15日までの間に、前年同様各チームホーム・ビジター各20試合の40試合ずつを実施する。平日の開催曜日は水曜日が中心となった（月曜日・木曜日もあり）。ナイターを富良野で2試合実施する点も前年と同じであるが、時期は7月と8月に各1試合となった。

## 運営
選手は食事提供のある全寮制で遠征費も自己負担はなく、一日の前半は就労し（地元の企業や農家など）、午後に練習や試合を実施する。地域の人材不足と野球技能を高めたい選手のニーズを組み合わせた発想と紹介されている。リーグ地域のみ使用可能な地域通貨発行も準備しているとされ、選手はこの地域通貨で食費などを受領する構想であった。
運営費はリーグのスポンサー収入と選手就労への対価で賄う予定とされた。2020年シーズンにおいては選手の就労で得た収入の一部を活動費として徴収していると報じられており、地域通貨は実現しなかった。ただし2021年シーズンにおいては、富良野ブルーリッジが球団独自の取り組みとして地域通貨「Doスポーツ」（富良野周辺の協力店舗でのみ使用可）を、選手の個人成績及びチーム貢献をもとに換算し選手へ付与していることを公表している。
監督は置かず、出場試合数も各選手に均等に配分するとされていたが、実際には2020シーズン・2021シーズンとも「出場試合数の均等配分」は実施されていない。2020年シーズン終了後の12月、「監督という分野を越えて、選手のパフォーマンスを引き出す、導く」人材として球団専属の「パフォーマンスマネージャー」を公募すると発表した。ただし2021年シーズンにこの「パフォーマンスマネージャー」が各球団に就任した実績はない。なお、2021年には美唄球団で総務省の「地域活性化起業人」制度を活用し選手育成アドバイザーを置く等、育成担当者を配置する動きもみられた。さらに2022年シーズンからは「各球団に監督、トレーナーを配置する」と明言しており、砂川球団は「プロ野球を経験した監督、コーチ、トレーニングスタッフの招聘を目指す」としている。なお、砂川球団は2022年4月21日に監督を発表したが、プロ野球の経験者ではなかった。また、奈井江球団は2022年5月9日に選手兼任ヘッドコーチの就任を発表したものの、最後まで監督が配置されることはなかった。
小所帯のリーグゆえ、2021年現在は試合ごとにリーグの公式記録員を配置しておらず、試合開始から3時間を超えた場合次のイニングには入らないとする「3時間ルール」の適用をはじめ、ヒット・エラーの判断等についても各球場毎に審判団等が協議して行っている。2021年11月5日の北海道フロンティアリーグ設立記者会見に出席した村山哲二（日本独立リーグ野球機構副会長）は、現状の北海道ベースボールリーグの運営体制には課題が多いと指摘した。
美唄の場合、練習場は廃校となった小学校、選手宿舎は同じく元小学校の教員寮の提供を地元自治体から受け、選手は建設業、ガソリンスタンド、福祉・医療、農業といった業種で就労している。
日本独立リーグ野球機構（IPBL）へは未加盟である。IPBL加盟を模索しているが、早期の加盟を目指す3球団が2021年9月末をもってリーグを脱退した。2025年に関西独立リーグ（さわかみ関西独立リーグ）が加盟したため、活動中の日本の独立リーグでは唯一の機構非加盟リーグとなった。
2020年5月8日に球団が開いた記者会見で、2021年シーズンについては選手のカテゴリーを「育成枠」「専属選手枠」「プロ契約枠」に細分化し、主体となる「育成枠」（運営費を球団に支払う）のほかに、運営費が免除される「専属選手枠」、球団が報酬を支給する「プロ契約枠」をそれぞれ各球団1 - 5人とする方針を発表した。2021年シーズン開始時は「プロ契約枠」選手はゼロであったが、6月1日、士別サムライブレイズの小滝雄登投手がHBL初のプロ契約選手となったことが球団から発表される。しかしながら、同シーズンのプロ契約はリーグ全体で同選手のみであった。
現役復帰を宣言した元北海道日本ハムファイターズの新庄剛志にオファーを出したが、「NPBのみが目標」として断わられていたことが、新庄への取材で2020年5月に明らかにされた。新庄によると断りの回答に対してリーグ側から「頑張ってください」と励まされたという。
2021年7月には、士別にリーグ初の女性選手が入団した。なお、士別とは2021年シーズンをもって自由契約となり、当該選手は2022年シーズンは富良野へ入団している。
2022年8月に、関西独立リーグ・兵庫ブレイバーズに所属する久保康友が、富良野に約2週間レンタル移籍することが発表された。一方、砂川の八巻陽人が8月25日から10月1日まで、兵庫にレンタル移籍している。
旭川は2025年シーズンから独自に「育成選手」という選手契約を導入し、トライアウトに合格できないが将来性の高い選手について、公式戦に出られないものの通常契約の選手とともに練習などを受けられる待遇としている（いったん通常契約となった場合は育成選手に戻ることはない）。

## 表彰
2022年シーズンは個人タイトル受賞者を発表した（打撃部門が首位打者・打点王・盗塁王、投手部門が最多勝・最優秀防御率・セーブ王）。同年はベストナインやMVPの選出も実施された。
以降も毎年個人タイトル・MVP・ベストナインが発表されている。

## 年度別順位・優勝チーム

### レギュラーシーズン
| 年度 | 年度 | 1位    | 2位    | 3位    | 4位    |
| ---- | ---- | ------ | ------ | ------ | ------ |
| 2020 | 2020 | 美唄   | 富良野 | -      | -      |
| 2021 | 2021 | 石狩   | 美唄   | 士別   | 富良野 |
| 2022 | 2022 | 砂川   | 富良野 | 奈井江 | -      |
| 2023 | 2023 | 砂川   | 富良野 | 旭川   | -      |
| 2024 | 2024 | 富良野 | 旭川   | -      | -      |

### ポストシーズン
クライマックスシリーズ
（　）はリーグ戦上位チームによるアドバンテージ分
| 年度 | 勝抜 | 対戦成績 | 敗退   |
| ---- | ---- | -------- | ------ |
| 2021 | 石狩 | （○）○   | 富良野 |
| 2021 | 美唄 | （○）○   | 士別   |

HBLチャンピオンシップ
| 年度 | 優勝 | 対戦成績 | 敗退   |
| ---- | ---- | -------- | ------ |
| 2020 | 美唄 | ○○○      | 富良野 |
| 2021 | 石狩 | ○○       | 美唄   |

## リーグ発足後の加入球団
リーグ設立時には2030年までに6地域8球団まで拡張する構想が披露されており、2020年5月8日の記者会見で、2021年から石狩市を本拠とする「石狩レッドフェニックス」の参加が発表され、さらに砂川市を本拠とする「砂川ドリームリバーズ」も2022年以降に参加する方向で準備を進めていると紹介された。
さらに2020年9月、士別市を本拠とする「士別サムライブレイズ」の2021年シーズンからの参入が報道された。これにから2021年シーズンは富良野・美唄・石狩・士別の4球団で運営され、2022年以降に砂川を加え5球団となる予定だった。
2021年9月、砂川市を本拠とする球団の名称が「すながわリバーズ」となった旨が球団公式Twitterにて発表される。「すながわリバーズ」は当初、砂川に拠点を置く自然化粧品大手の株式会社シロが設立した子会社が運営する予定であったが、2021年11月5日、地元有志が新たに設立する一般社団法人の運営となる旨が告知される。また、2021年10月リーグ公式ツイッター にて、美唄・石狩・士別3球団の脱退とあわせ、2022年シーズンに滝川市を拠点とする新球団が参入し3球団体制となることが発表される。前記の通り、11月1日に滝川市の球団名は「滝川プレインウィンズ」と発表された。なお2021年1月、滝川球団は奈井江町に本拠地を移転し球団名も変更すると報じられた（後日「奈井江・空知ストレーツ」に改称）。
2021年12月21日、HBL新代表の篠田が旭川市役所を訪問、旭川市長へ「旭川にHBL野球チームをつくる準備会」による旭川球団設立の機運がある旨を伝達している。2022年8月21日、予定している球団名が「旭川Be：Stars(ビースターズ)」と報じられた。9月20日にリーグへの加盟が承認された。2023年からのリーグ戦参加が同時に案内され、前記の通り同年から参加している。旭川ビースターズは、拠点は旭川市東旭川に置いて、試合は花咲スポーツ公園硬式野球場（スタルヒン球場）・あいべつ球場・ぴっぷ球場を使用し、周辺8町とも関係を持つとしている。

## 3球団の脱退と新リーグ結成
2021年10月6日、リーグ公式ツイッター で、9月30日をもって美唄ブラックダイヤモンズ、石狩レッドフェニックス、士別サムライブレイズの3球団がHBLから脱退した旨が発表される。美唄・石狩・士別の3球団は同日、一般社団法人日本独立リーグ野球機構（IPBL）への加盟を目指し、新リーグ準備室を立ち上げたことを発表している。脱退した3球団側は10月22日、「北海道プロ野球独立リーグ設立準備室」の名義でTwitterアカウントを開設した。リーグ名は公募で決定するとしていた。11月5日に開催されたリーグ設立記者会見でリーグ名称を「北海道フロンティアリーグ」（略称：HFL）とすることが発表された。
リーグの「分裂」については、JABA（日本野球連盟）傘下の社会人チームへの復帰・加入や学生野球資格回復制度に基づく指導資格取得の観点から、選手のセカンドキャリア実現のため運営負担が増大しても早急にIPBL加盟の条件を満たすことを望んだ脱退側と、現状を前提とした安定を目指すリーグ側との相違が指摘されており、事務局長の出合は「北海道を良くしたいという思いは共通。将来的にはまたひとつのリーグになったほうがいい」と取材に対して述べている。また、自然化粧品大手「SHIRO」社長でHBL理事（砂川球団スポンサー）の福永敬弘も、毎日新聞のインタビューに対し「道内に二つのリーグが併存するのは分かりにくく、普及の面で課題になる」と述べている。北海道フロンティアリーグ側も、2022年8月の取材記事で石狩球団代表が「喧嘩別れしたわけではない」と述べ、「（引用者注：IPBLに）我々は先に加盟しますよというだけなんです。先にうちができることをやって、向こうさんも後から来ればいいじゃないかと。だから、交流戦だってやってもいいし、将来的にまた一緒になってもいいわけです」という見解を示している。2022年9月2日、富良野と士別による交流戦「かみかわゼロカーボン杯」（上川総合振興局主催）を花咲スポーツ公園硬式野球場（スタルヒン球場）で9月30日に開催することが発表され、HFL側の参加チームを士別と美唄の合同チームに変更した上で、実際に開催された。

## 旭川のHFL加盟構想
旭川ビースターズは2024年シーズン終了後にマーケターの藤原尚也が設立した企業に運営母体が変更となったが、藤原は正式な変更発表前の時点からIPBLに加盟する意向を示していた。2025年1月21日に旭川は球団公式noteを開設し、その最初の記事で将来のIPBLとHFLへの加盟を目指していることを表明した。記事の中ではHFLを「上位リーグ」と表現している。この内容について、同日時点でHBLおよび富良野からのコメントは出されていない。